# Geneviève Blouin
Pour les articles homonymes, voir Blouin.
Geneviève Blouin, née le 6 juillet 1982, est une romancière et nouvelliste québécoise. Titulaire d'une maîtrise en histoire ancienne, elle pratique plusieurs métiers avant de se consacrer à l'écriture.
Elle est lauréate plusieurs prix littéraires.

## Biographie
Geneviève Blouin étudie la littérature et le théâtre au cégep. Elle se tourne ensuite vers l'histoire à l'université, avec l'ambition avouée de se servir de ses connaissances pour écrire des romans historiques[réf. souhaitée]. Après un baccalauréat spécialisé en histoire non occidentale[pas clair], elle obtient une maîtrise en histoire de l'Antiquité à l'université du Québec à Montréal.
En 2008, elle publie son premier texte professionnel dans la revue Alibis.
Elle enchaîne ensuite la rédaction de plusieurs nouvelles et romans. En 2011, elle publie le premier volet de sa trilogie historique Hanaken aux éditions Trampoline. La même année, elle remporte le prix Alibis de la nouvelle policière et est invitée au salon du polar de Toulouse. La nouvelle Le Chasseur (récompensée d'un prix Boréal) a suivi en 2012 aux éditions des Six Brumes.
La trilogie Hanaken est achevée en 2015 avec le troisième volet, intitulé Le sang des samouraïs, qui reçoit le prix littéraire Canada-Japon, décerné conjointement par le Conseil des arts du Canada et l'ambassade du Japon, à un auteur canadien dont l'œuvre contribue à faire connaître la culture japonaise. Le prix confirme le sérieux de la démarche de recherche et d'écriture de l'auteure, puisqu'elle est l'une des rares récipiendaires à n'avoir jamais voyagé au Japon.[Interprétation personnelle ?]
Collaboratrice régulière des revues Solaris et Brins d'éternité (dont elle rejoint un temps l'équipe de direction littéraire), elle s'implique dans le milieu québécois de la science-fiction et du fantastique, ses genres littéraires de prédilection (bien qu'elle se définisse comme une éclectique et aime toucher à tous les types de récit)[réf. souhaitée]. Elle anime de nombreux ateliers d'écriture, en plus de participer à des rencontres scolaires. Après avoir œuvré comme codirectrice de la collection « VLB Imaginaire », chez l'éditeur du même nom,, elle rejoint l'équipe éditoriale des éditions Alire.

## Œuvres

### Livres
- Le Mouroir des anges, roman, éditions Alire (2022)
- Le Chasseur et autres noirceurs, recueil de nouvelles, éditions des Six Brumes (2020)
- Écrire et publier au Québec : les littératures de l'imaginaire, coécrit avec Isabelle Lauzon et Carl Rocheleau, éditions des Six Brumes (2017)
- Hanaken, le sang des samouraïs, roman, éditions du Phoenix (2015)
- Hanaken, l'ombre du daimyô, roman, éditions du Phoenix (2012)
- Le Chasseur, novella, éditions des Six Brumes (2012)
- Hanaken, la lignée du sabre, roman, éditions Trampoline/du Phoenix (2011)

### Nouvelles et collectifs
- La vie secrète des carapacées, Solaris #223 (2022)
- L'épée et la relique, République du Centaure
- Le Passeur de livres, nouvelle, Solaris #214 (2020)
- Parler aux murs, nouvelle, Solaris #213 (2020)
- Écho perdu, nouvelle, Solaris #212 (2019)
- Oikos cherche cuisinière, nouvelle, Solaris #210 (2019)
- Dans les entrailles du dragon de briques, dans le collectif Mystères à l'école, éditions Druide (2018)
- La gang du cimetière, nouvelle, Brins d'Éternité #50 (2018)
- L'épée et le templier, exclusivité de la République du Centaure (2017)
- La dernière mission de Rabbad dans Horrificorama, éditions des Six Brumes (2017)
- Démonothérapie, nouvelle, Solaris #203 (2017)
- La comorte de la Dame de Lumière, nouvelle, Brins d'éternité #46 (2017)
- Les vœux, dans L'amour au cœur de la vie, Québec-Amérique (2017)
- La mort du Capitaine Amérique, nouvelle, Alibis #58 (2016)
- Au pays du Dirigeant Bien-Aimé, nouvelle, Alibis #56 (2015)
- L'enchanteresse portait des Levi's, nouvelle, Solaris #195 (2015)
- N'en déplaise à James Bond, nouvelle, Alibis #54 (2015)
- Les Maisons d'Éternité, nouvelle, Solaris #193 (2015)
- Certaines oublieront leurs boucles d'oreilles, site web de Radio-Canada (2014)[10]
- Sentence incarnée, micronouvelle, Solaris #192 (2014)
- Le bon gars, le flic et les vacanciers, dans 6, Chalet des Brumes, collectif dont vous êtes le héros, éditions des Six Brumes (2014)
- L'enrouleur de temps, nouvelle, Anthologie Brins d'éternité, réédition, éditions des Six Brumes (2014)
- Éveil, nouvelle, Solaris #191, mention au prix Boréal 2014 d'écriture sur place, (2014)
- Le voleur de dieu, nouvelle, Brins d'éternité #38, (2014)
- Trou noir de mémoire, Solaris #187, prix Boréal 2013 d'écriture sur place, (2013)
- Les lugubres exploits spaciaux de Léotable Sans-Repos, revue XYZ#114, (2013)
- Le Vaisseau CHOV, en collaboration avec Vincent Chevalier, Brins d'éternité #35 (2013)
- Comme on se retrouve, Alibis #45 (2013)
- Crucifixion, micro-nouvelle dans "Exodes" (2013), La maison des viscères
- La Maillarde, Brins d'éternité #32 (2012)
- Comme une poupée brisée, Alibis #42 (2012)
- C'est comme le Québec, sauf que... Alibis #42 (2012) (récit du Salon du polar de Toulouse)
- Trois coups l'annoncent, Alibis #39
- Ce qui reste de l'ange, Solaris #178 (2011)[11]
- L'enrouleur de temps, Brins d'éternité #27 (2010)
- Seppuku, Alibis #35 (2010)
- Qui aura la peau de Panzer Bishop?, Biscuit Chinois #13 (2010)
- Le Trophée, L'Inconvénient # 39 (2009)
- Le Double, Alibis #25 (hiver 2008)
- Mystère à l’école, collectif, dans les entrailles du dragon de briques#31 (2018)

## Prix et mentions
- Prix Solaris 2022[12] pour La vie secrète des carapacées
- Prix Aurora-Boréal 2022 de la meilleure nouvelle pour L'épée et la relique[13]
- Prix Aurora-Boréal 2020 de la meilleure nouvelle pour Oikos cherche cuisinière, publiée dans le numéro 210 de la revue Solaris.
- Prix littéraire Canada-Japon 2016 pour le troisième tome de la série Hanaken, publié aux éditions du Phoenix[4],[5].
- Finaliste au prix littéraire de Radio-Canada, volet nouvelle, en 2014[14].
- Prix Aurora-Boréal de la meilleure nouvelle pour la novella Le Chasseur, publiée aux éditions des Six Brumes.
- Sélection Communication-Jeunesse pour "Hanaken, T1, La lignée du sabre", publié aux éditions du Phoenix[15].
- Prix Alibis 2011 de la nouvelle policière[16].